# Harold Dennis Taylor
Harold Dennis Taylor (1862 - 26 de febrero de 1943) fue un diseñador e inventor óptico británico, principalmente conocido por la invención del Triplete Cooke, aunque llegó a registrar cerca de otras 50 patentes.

## Semblanza
Taylor nació en 1862 en Huddersfield. Fue alumno de la escuela St Peter de York, e inició sus estudios de arquitectura. Hacia 1880 dejó la carrera para trabajar en Thomas Cooke and Sons de York, una compañía que producía instrumentos ópticos de gran calidad, especialmente telescopios.
Como director de óptica y diseñador jefe de la empresa Thomas Cooke, adquirió fama por el diseño y patente en 1893 del Triplete Cooke, siendo galardonado con la Medalla y el Premio Duddell en 1933.
Murió habiéndose ya jubilado en Coxwold, Yorkshire del Norte. Estaba casado con Charlotte Fernandes Barff (originaria de Portugal), y tuvo una hija y dos hijos. Su hijo Edward fue también un diseñador óptico conocido.

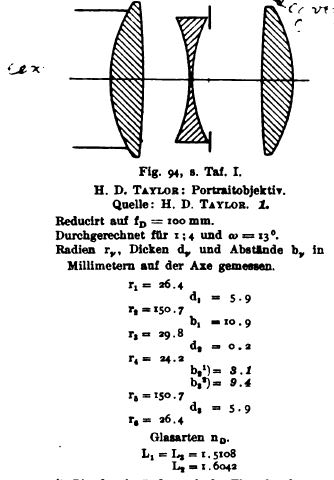
Triplete Cooke
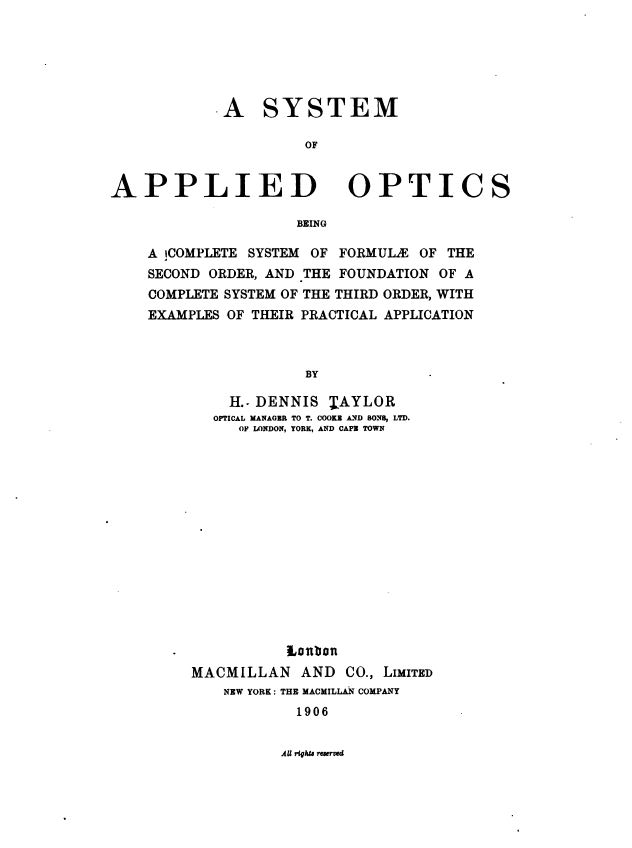
A System of Applied Optics